# Siegfried Gräfe
Siegfried Gräfe (* 12. Januar 1928 in Königsbrück (Sachsen); † 28. Mai 2004 in Königsbrück) ist ein ehemaliger Offizier der Nationalen Volksarmee der Deutschen Demokratischen Republik. Zuletzt hatte er den Dienstgrad eines Generalmajors inne.

## Leben
Als Sohn eines Arbeiters erlernte Gräfe nach seinem achtklassigen Schulbesuch den Beruf eines Betriebseisenbahners bei der Deutschen Reichsbahn. Von 1942 bis 1944 war er Reichsbahnjugendhelfer in Königsbrück und anschließend in den letzten Kriegsmonaten Grenadier in der Wehrmacht.
Nach Kriegsende trat Gräfe zunächst der SPD, später der SED bei und war bis 1950 Fahrdienstleiter und Personalsachbearbeiter bei der Deutschen Reichsbahn. Anschließend übte er bis 1951 die Funktion eines Bahnhofvorstehers aus, bevor er 1952 zum Hauptreferenten der Generaldirektion der Deutschen Reichsbahn mit Sitz in Berlin aufstieg.
Gräfes Eintritt in die Kasernierte Volkspolizei (KVP), den Vorläufer der NVA, erfolgte am 1. Januar 1953. Hier wurde er Oberoffizier und Abteilungsleiter des Eisenbahntransportes im Stab der KVP. 1956 stieg er zum Stellvertretenden Chef des Transportwesens auf und war zugleich Abteilungsleiter für operative Arbeit und Ausbildung in der Verwaltung Transportwesen im Ministerium für Nationale Verteidigung. Diese Position hielt Gräfe bis 1957 inne. Danach besuchte er bis 1958 die Hochschule für Offiziere. Im Anschluss hieran war er von 1958 bis 1972 Chef des Transportwesens sowie anschließend bis 1988 Chef des Militärtransportwesens. Seine Ernennung zum Generalmajor hatte er am 2. November 1970 erhalten. Gräfe besuchte die Militärakademie Friedrich Engels, promovierte zum Dr. rer. oec. und später zum Professor berufen. Am 29. Februar 1988 wurde er in den Ruhestand verabschiedet.

## Auszeichnungen
- 1974 Kampforden „Für Verdienste um Volk und Vaterland“ in Bronze und 1977 in Silber
- 1974 Ehrentitel Verdienter Eisenbahner der Deutschen Demokratischen Republik
- 1976 Artur-Becker-Medaille in Gold
- 1980 Ernst-Schneller-Medaille in Gold
- 1980 Vaterländischer Verdienstorden in Bronze und 1984 in Silber
- 1982 Friedrich-Engels-Preis
- 1988 Scharnhorst-Orden